# Kim Weger
	Kimberly „Kim“ Weger (* 8. April 1980 in Regina, Saskatchewan) ist eine ehemalige kanadische Eisschnellläuferin.

## Werdegang
Weger kam bei den Juniorenweltmeisterschaften 1996 in Calgary auf den 36. Platz im Mini-Mehrkampf und wurde im Jahr 2000 kanadische Juniorenmeisterin im Sprint-Mehrkampf. Erstmals am Eisschnelllauf-Weltcup nahm sie in der Saison 2000/01 in Helsinki teil, wobei sie in der B-Gruppe die Plätze acht und drei über 1000 m sowie die Plätze neun und sechs über 500 m errang. In den folgenden Jahren belegte sie bei der Sprintweltmeisterschaft 2002 in Hamar den 27. Platz, bei der Sprintweltmeisterschaft 2004 in Nagano den 28. Rang im Sprint-Mehrkampf und nahm an fünf Einzelstreckenweltmeisterschaften teil (2004 in Seoul, 2005 in Inzell, 2007 in Salt Lake City, 2008 in Nagano und 2009 in Richmond). Ihr bestes Ergebnis dabei war im Jahr 2007 der 18. Platz im Sprint-Mehrkampf. Bei den Olympischen Winterspielen 2006 in Turin lief sie auf den 26. Platz über 500 m. In der Saison 2007/08 erreichte sie in Inzell mit dem vierten Platz über 100 m ihre beste Platzierung im Weltcup sowie zum Saisonende mit dem sechsten Platz in der Weltcupwertung über 100 m ihr bestes Gesamtergebnis und absolvierte in der Saison 2008/09 in Erfurt ihre letzten Rennen im Weltcup, welche sie in der B-Gruppe auf den Plätzen sechs und drei über 500 m beendete.

## Erfolge

### Olympische Spiele
- 2006 Turin: 26. Platz 500 m

### Einzelstrecken-Weltmeisterschaften
- 2004 Seoul: 20. Platz 500 m
- 2005 Inzell: 20. Platz 500 m
- 2007 Salt Lake City: 18. Platz 500 m
- 2008 Nagano: 21. Platz 500 m
- 2009 Richmond: 22. Platz 500 m

### Sprint-Weltmeisterschaften
- 2002 Hamar: 27. Platz Sprint-Mehrkampf
- 2004 Nagano: 28. Platz Sprint-Mehrkampf

## Persönliche Bestzeiten
| Disziplin | Zeit        | Datum             | Ort       |
| --------- | ----------- | ----------------- | --------- |
| 500 m     | 38,68 s     | 27. Dezember 2005 | Calgary   |
| 1000 m    | 1:16,89 min | 31. Dezember 2005 | Calgary   |
| 1500 m    | 2:02,18 min | 15. März 2001     | Calgary   |
| 3000 m    | 4:32,89 min | 26. Oktober 2002  | Calgary   |
| 5000 m    | 9:36,82 min | 8. Januar 1995    | Saskatoon |